# Дверь в лицо
«Дверь в лицо» («дверь-в-лицо», «не в дверь, так в окно», «отказ-затем-отступление», «как открыть дверь, которую захлопнули перед твоим носом») (англ. door-in-the-face; DITF) — социально-психологический феномен, который заключается в том, что люди склонны идти на уступку и соглашаться с малопривлекательным предложением в том случае, если оно им предлагается сразу после их отказа от другой более обременительной просьбы. Данный феномен лежит в основе одноимённой методики манипулирования. Впервые был описан в 1975 году американским психологом Р. Чалдини и соавторами. Назван по аналогии с психологическим феноменом «нога в двери» и представляет собой его противоположность.

## Предыстория
Согласно рассказу Роберта Чалдини, к нему на улице подошёл мальчик и предложил купить билеты на ежегодное представление бойскаутов по пять долларов за штуку. Чалдини вежливо отказался. Тогда мальчик предложил ему купить плитки шоколада всего лишь по доллару за штуку. После того как Чалдини купил пару плиток, он осознал, что им манипулировали, поскольку: а) он не любит шоколад; б) он любит доллары; в) он остался с двумя ненужными ему шоколадными плитками; г) мальчик ушёл с его двумя долларами.
Чалдини отправился на встречу с коллегами, с которыми обсудил произошедшее. В результате совещания была разработана серия экспериментов, позже ставшая классической.

## Классические эксперименты
В серии классических экспериментов Роберта Чалдини и его коллег (1975), была впервые показана эффективность данной методики манипулирования. В качестве испытуемых выступили 72 случайных прохожих (студента) обоих полов, которые в одиночку прогуливались по территории кампуса университета Аризоны. В качестве экспериментаторов выступили три студента — два мужчины и одна женщина, каждый из которых общался только с прохожими своего пола. Экспериментаторы, выдавая себя за представителей «Молодёжной консультационной программы округа» («County Youth Counseling Program»), обращались к прохожим с разными просьбами.
Сначала каждому из прохожих предлагали давать консультации несовершеннолетним преступникам на волонтёрской основе в течение последующих двух лет (большой запрос), а после их отказа им предлагалось сопроводить группу малолетних преступников на экскурсию в зоопарк (меньший запрос), на которую согласилось 50 % опрошенных. Во втором эксперименте возможность долгосрочной консультации только упоминалась, при этом напрямую просили только сопроводить детей в зоопарк, и число согласившихся составляло уже 25 %. В третьем эксперименте испытуемых сразу просили выполнить только менее обременительную просьбу, на которую согласилось лишь 16,7 % опрошенных. Таким образом, благодаря использованию такой методики вероятность согласия на просьбу увеличилась почти в 3 раза — с 16,7 до 50 %.